# 쥘터

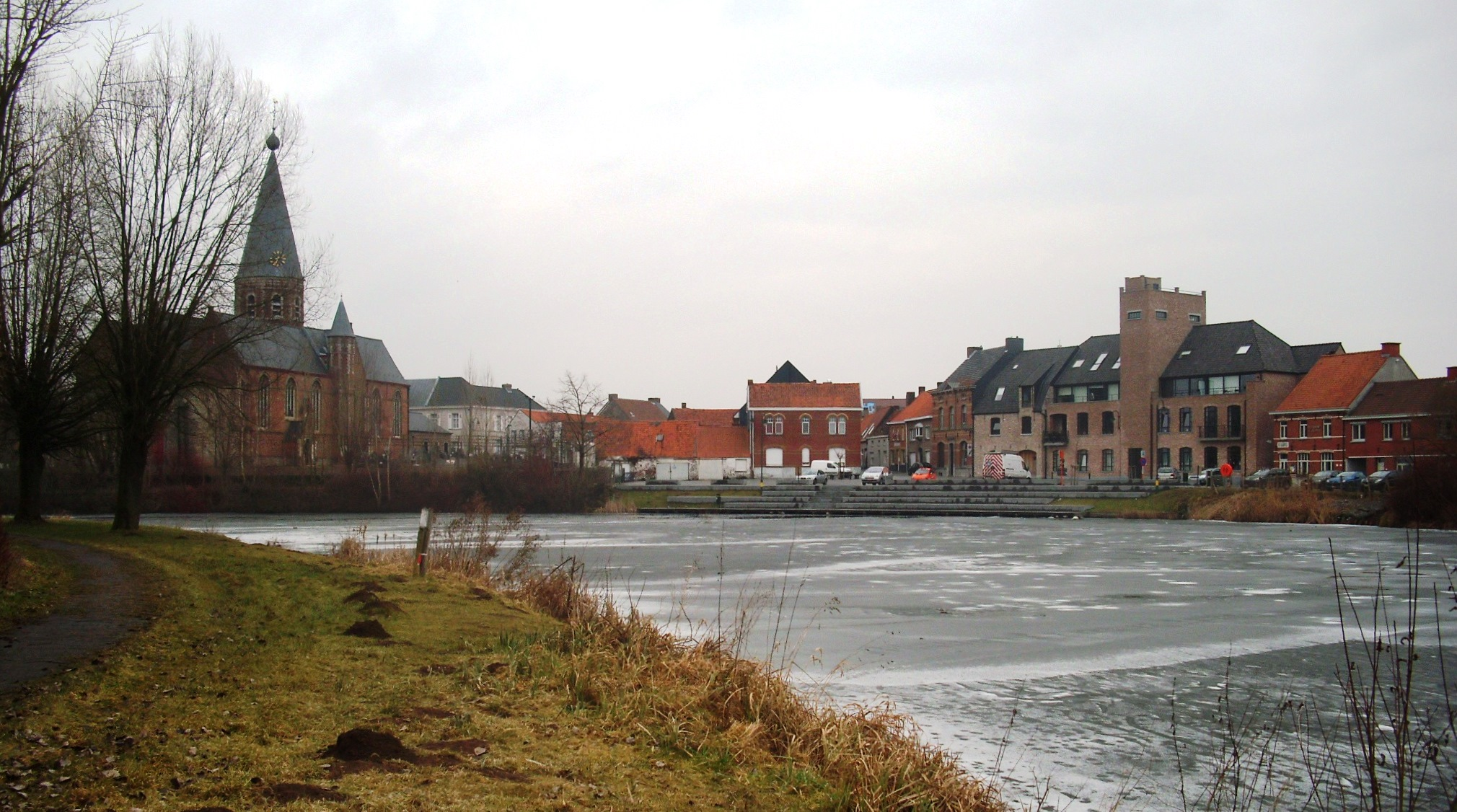
쥘터

쥘터(네덜란드어: Zulte)는 벨기에 플란데런 지역 오스트플란데런주에 위치한 도시로 면적은 32.52km2, 인구는 15,288명(2013년 1월 1일 기준), 인구 밀도는 470명/km2이다.

시기
시 문장